# Pjotr Buslov
Pjotr Viktorovič Buslov, rusky Пётр Викторович Буслов (* 1. června 1976 Chabarovsk) je ruský režisér, scenárista a herec.
V dětství se závodně věnoval sportům jako je sambo a džudo. Později sport opustil a začal se věnovat kinematografii. Na druhý pokus byl přijat na studium režie. Ve druhém ročníku natočil krátký dokumentární film, který byl promítán na mnoha festivalech. Ve třetím ročníku, v roce 2000, napsal s absolventem Denisem Rodiminom scénář k filmu Bumer, ve stejném roce hrál ve filmu Umniak, ili Odiseja 1989 goda.

## Režie
- 2000 Tjaželaia rabota starych mojr
- 2002 Bumer
- 2006 Bumer 2

## Scénář
- 2002 Bumer
- 2006 Bumer 2

## Herec
- 2002 Bumer
- 2002 Odiseja goda 1989
- 2005 Zovi menia Džimi

## Ceny
- 2003 "Moskevsky pegas" (Stříbrný pegas za film Bumer)
- 2003 "Okno do Evropy" ve městě Vyborg (Speciální cena poroty, nejlepší start, za film Bumer)
- 2003 Prémie Блокбастер [blokbaster] – v překladu Filmová bomba – (nominace na Nejvíce promítaný film v Rusku, Nejprodávanější film na videokazetách v Rusku, Nejprodávanější film na DVD v Rusku, vše za Bumer)
- 2004 "Duch ohně" (hlavní cena "zlatá tajga" za film Bumer)